# Église Saint-Pierre de Saint-Pey-de-Castets
Pour les articles homonymes, voir Église Saint-Pierre.
L'église Saint-Pierre est une église catholique située dans la commune de Saint-Pey-de-Castets, dans le département de la Gironde, en France.

## Localisation
L'église est située au sud-ouest du village, dans une boucle de la route départementale D126 qui mène, vers le sud-sud-est, à Bossugan.

## Historique
L'église Saint-Pierre, d'origine romane (XIe siècle) a été en grande partie rebâtie au XIVe siècle en style gothique puis aménagée vers la fin du XVe siècle ou le début du XVIe ; elle est surmontée d'un faux clocher-mur, celui-ci étant en réalité une tour où sont abritées les cloches.
L'édifice est inscrit, avec les vestiges d'un ancien prieuré attenant, au titre des monuments historiques en 1999.